# Carpați (Schiff, 1913)
Die Carpați war ein 1913 gebautes rumänisches Frachtschiff. Ab 1916 diente sie als russischer Marinetransporter, wurde 1918 deutsche Beute und 1919 zurückgegeben. 1942 wurde sie in deutscher Charter von einem sowjetischen U-Boot versenkt.

## Bau und technische Daten
Für die rumänische Staatsreederei Serviciul Maritim Român baute die Grangemouth Dockyard Company im schottischen Greenock 1913 zwei Schwesterschiffe: Das erste Schiff wurde unter der Baunummer 338, das zweite unter der Baunummer 341 auf Kiel gelegt. Beim Stapellauf am 20. Februar 1913 erhielt der zweite Neubau den Namen Carpați nach den Karpaten. Am 9. Juni 1913 folgte der Stapellauf des Schwesterschiffs Bucegi, das ebenfalls nach einem Gebirge benannt wurde.
Die Länge der Carpați betrug 117,00 Meter, sie war 15,91 Meter breit und wies einen Tiefgang von 7,75 Metern auf. Sie war mit 4350 BRT bzw. 2800 NRT vermessen und hatte eine Tragfähigkeit von 6400 Tonnen. Der Antrieb bestand aus einer Dreizylinder-Dreifach-Expansionsmaschine von David Rowan & Co. aus Glasgow, deren Leistung 2200 PS betrug. Diese wirkte auf eine Schraube, der Dampfer erreichte eine Geschwindigkeit von 9,0 Knoten. Die Besatzung bestand aus 37 Personen.

## Geschichte

### Rumänischer FrachterCarpați
Zwischen Sommer und Frühherbst 1913 stellte die rumänische Reederei Serviciul Maritim Român die Carpați in Dienst, Heimathafen wurde Brăila. Die Reederei setzte den neuen Frachter auf der Route zwischen dem Donaudelta und Rotterdam ein, auf der auch das Schwesterschiff Bucegi sowie die București, Dobrogea und Turnu Severin verkehrten. Nach Beginn des Ersten Weltkrieges im August 1914 wurde die Verbindung eingestellt.

### Russischer Marinetransporter im Ersten Weltkrieg
Nach dem Kriegseintritt des Landes auf Seiten der Alliierten im Sommer 1916 verpachtete die Regierung die Carpaţi im November zusammen mit weiteren Fracht- und Passagierschiffen an Russland. Während die Passagierschiffe zu Hilfskreuzern oder Flugzeugmutterschiffen umgerüstet wurden, setzte die russische Marine die Carpați – die als Transporter Nr. 151 geführt wurde – für Transportaufgaben im Schwarzen Meer ein. Als im Mai 1918 deutsche Truppen Sewastopol besetzten, übernahmen sie mit den dort liegenden Schiffen auch die Carpați, legten sie aber auf. Bei ihrem Abzug im Dezember des Jahres gaben die Deutschen das Schiff auf, das anschließend an die Serviciul Maritim Român zurückgegeben wurde.

### RumänischeCarpațiin der Zwischenkriegszeit und Zweiter Weltkrieg
Nach Reparaturen nahm die Bucegi ihren Dienst wieder auf, ohne dass feste Routen zu erkennen sind: 1930 berichtete die Zeitschrift Hansa in einem Beitrag über die rumänische Handelsflotte, dass die beiden Schwesterschiffe Bucegi und Carpați eine Frachtlinie zwischen Rumänien und den westlichen Mittelmeerhäfen bedienen. In späteren Ausgaben findet sich dieser Hinweis nicht mehr. Für die Jahreswende 1934/35 liegt ein Bericht über eine Fahrt der Carpați nach Großbritannien vor, auf der das Schiff Holz transportierte. Diese Fahrt schaffte es in die rumänische Berichterstattung, da der Chefingenieur auf der Reise starb und einbalsamiert nach Rumänien gebracht wurde. Zum Zeitpunkt des rumänischen Kriegsbeitritts auf Seiten der Achsenmächte im Juni 1941 befand sich die Carpați in Rumänien.
Während des Krieges charterte das Deutsche Reich das Schiff und nutzte es nach dem Überfall auf die Sowjetunion für die Versorgung der eigenen Truppen. Zur operativen Umsetzung wurde die Carpați der Reederei Bock, Godeffroy & Co. aus Hamburg übergeben. So wurde das Schiff ab 20. April 1942 im Nachschubverkehr eingesetzt und verkehrte zwischen Constanța und Otschakov in der heutigen Ukraine. Auf einer der weiteren Nachschubfahrten wurde die Carpați am 10. Oktober 1942 vom sowjetischen U-Boot Shch 216 vor der Sulina-Mündung torpediert und versenkt (44° 57′ N, 29° 46′ O).